# Humberto Siqueira Brandi
Humberto Siqueira Brandi (16 de fevereiro de 1943) é um pesquisador brasileiro, membro titular da Academia Brasileira de Ciências na área de Ciências Físicas desde 5 de março de 1997.
Foi condecorado na Ordem Nacional do Mérito Científico.
Foi diretor de metrologia do INMETRO.